# Paspalum lineare
Paspalum lineare är en gräsart som beskrevs av Carl Bernhard von Trinius. Paspalum lineare ingår i släktet tvillinghirser, och familjen gräs. Inga underarter finns listade i Catalogue of Life.